# 캄비세스의 심판

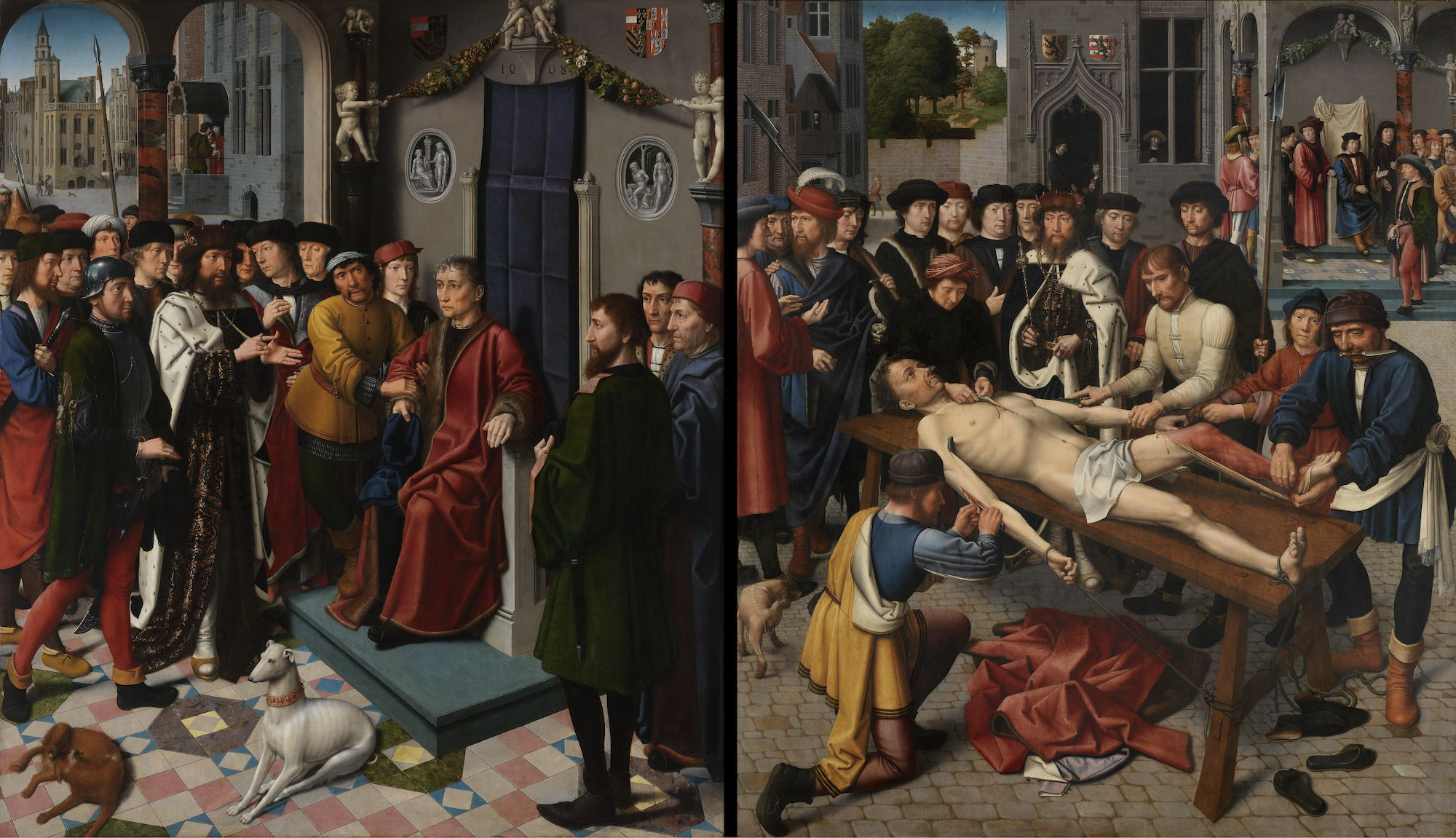
《캄비세스의 재판》

《캄비세스의 심판》은 초기 플랑드르를 대표하는 화가 헤라르트 다비트가 그린 목판 유화(두 폭 제단화) 작품으로, 헤로도토스의 《역사》에 기반하여 캄비세스 2세의 명령에 따라 부패한 페르시아 판사 시삼네스가 체포되고 가죽을 벗겨지는 장면을 묘사하고 있다. 이 그림은 브뤼허 시 당국에 의해 1487년 또는 1488년에 의뢰되었으며, 시청 내 부시장 집무실에 설치할 일련의 패널화 중 하나로 제작되었다.
작품은 참나무 패널 위에 그려졌으며, 브뤼허 시 기록에서 처음에는 《최후의 심판》이라는 명칭으로 언급되었다. 이 그림은 시의 부르주아지 계급이 판사들에게 정직함을 고취시키기 위한 교육적 목적으로 사용되었고, 동시에 1488년 신성 로마 제국 황제 막시밀리안 1세를 브뤼허에서 억류한 사건에 대한 상징적 사과의 의미도 담고 있었다. 가죽 벗김 장면의 오른쪽 상단에는, 시삼네스의 아들이 아버지의 가죽이 덮인 의자에 앉아 재판을 집행하는 장면이 그려져 있다.
이 작품은 헤라르트 다비트의 작품 중에서 전통적인 종교적 주제를 다루지 않은 몇 안 되는 작품 중 하나이다.
같은 주제를 다룬 다른 회화들도 존재하며, 그중 하나는 디르크 펠러르트가 1542년에 제작한 작품이다.

## 시위에서의 활용
헤라르트 다비트의 《캄비세스의 심판》은 2012년 8월, 율리야 티모셴코 지지자들이 그녀의 재판을 담당한 판사에게 이 작품의 복제본을 제시하면서 시위 도구로 사용되었다.
같은 해 11월에는 볼로트나야 광장 사건에 연루된 막심 루쟈닌에게 유죄 판결을 내린 판사 안드레이 페딘에게 두 명의 활동가가 《캄비세스의 심판》 복제본을 제시하는 퍼포먼스를 벌였다.